# Centre des ressources naturelles de Finlande
Le centre des ressources naturelles (finnois : Luonnonvarakeskus, sigle Luke) est un centre de recherche dépendant du ministère de l'Agriculture et des Forêts de Finlande.

## Présentation
Le centre des ressources naturelles commence ses activités le 1er janvier 2015. 
Il a été formé par la fusion de l'institut de recherche sur l'économie agricole et alimentaire, de l'Institut finlandais de recherche forestière, de l'Institut finlandais de recherche sur la chasse et la pêche et du Centre d'information du ministère de l'agriculture et des forêts.
L'institut des ressources naturelles est le deuxième institut de recherche de Finlande après le VTT.